# Comancheros

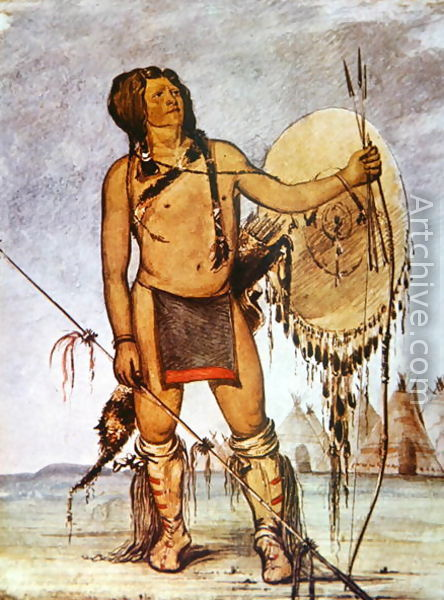
Freden med comancherna gav comancheros möjlighet att verka öppet.

Comancheros - ursprungligen kända under namnet viajeros (resenärer) -  var en multietnisk handelskultur som verkade i området mellan Kalifornien i väster och Mexikanska golfen under den spanska, mexikanska och början av den amerikanska dominansen över vad som nu är sydvästra Förenta Staterna.
Comancheros hade verkat tidigare, men fick ökad betydelse och officiellt erkännande efter freden 1786 mellan den spanska kolonialadministrationen och comancherna. Därefter kunde comancheros öppet fungera som mellanhänder i handeln med vapen och ammunition mellan koloniala leverantörer och comancherna, samt fungera som mellanhänder vid friköpning av fångar från dem.